# Peter Mark Richman
Peter Mark Richman (Philadelphia (Pennsylvania), 16 april 1927 - Los Angeles, 14 januari 2021) was een Amerikaanse acteur, filmproducent en scenarioschrijver.

## Biografie
Richman doorliep de highschool op de South Philadelphia High School in Philadelphia (Pennsylvania), en behaalde in 1945 zijn diploma. Hier was hij ook Fullback en aanvoerder in het American footballteam. Na twee jaar werd hij gedwongen hiermee te stoppen vanwege een ernstige knieblessure. Hierna ging hij naar University of the Sciences, hij heeft een licentie om het beroep van apotheker uit te oefenen in Pennsylvania en New York. Hij heeft één jaar een apotheek gerund en toen besloot hij om acteur te worden.
Richman begon in 1953 met acteren in de televisieserie Suspense. Hierna heeft hij nog meerdere rollen gespeeld in televisieseries en films zoals The Strange One (1957), The United States Steel Hour (1956-1962), The Outer Limits (1963-1965), Agent for H.A.R.M. (1966), The Virginian (1963-1971), Mission: Impossible (1970-1972), McCloud (1970-1974), Police Story (1974-1976), Fantasy Island (1978-1983), Santa Barbara (1984), Dynasty (1981-1984), Defenders of the Earth (1986), The Naked Gun 2½: The Smell of Fear (1991), Beverly Hills, 90210 (1993-1994) en Spider-Man (1996). 
Richman is in 1953 getrouwd en heeft hieruit vijf kinderen. Richman had als hobby kunstschilderen en gaf ook regelmatig tentoonstellingen van zijn werk. Hij was ook lid van het bestuur van het Motion Picture and Television Fund.
Richman heeft in 1999 de film 4 Faces geproduceerd en geschreven.

## Filmografie

### Films
Selectie:
- 1991 The Naked Gun 2½: The Smell of Fear – als Arthur Dunwell
- 1989 Friday the 13th Part VIII: Jason Takes Manhattan – als Charles McCulloch
- 1966 Agent for H.A.R.M. – als Adam Chance
- 1957 The Strange One – als Laurie Lorger
- 1956 Friendly Persuasion – als Gardner Jordan

### Televisieseries
Uitgezonderd eenmalige gastrollen.
- 1995 My Secret Summer – als Madros - ? afl.
- 1993 – 1994 Beverly Hills, 90210 – als Lawrence Carson – 4 afl.
- 1985 – 1988 Hotel – als dr. Lyman – 2 afl.
- 1986 Defenders of the Earth – als de spook (stem) – 8 afl.
- 1981 – 1984 Dynasty – als Andrew Laird – 26 afl.
- 1984 Santa Barbara – als C.C. Capwell – 28 afl.
- 1980 Galactica 1980 – als kolonel Briggs – 2 afl.
- 1980 Vega$ – als Sam Ulman – 2 afl.
- 1978 – 1979 Three's Compagny – als Snow – 3 afl.
- 1978 – 1979 Greatest Heroes of the Bible – als Koning Bera – 6 afl.
- 1979 Blind Ambition – als Robert Mardian – 4 afl.
- 1976 Electra Woman and Dyna Girl – als De Pharaoh – 4 afl.
- 1971 – 1972 Longstreet – als Duke Paige – 23 afl.
- 1968 The Man from U.N.C.L.E. – als Webb – 2 afl.
- 1966 Jericho – als majoor Otto Von Zeeny – 2 afl.
- 1961 – 1962 Cain's Hundred – als Nicholas Cain – 30 afl.
- 1960 – 1961 Play of the Week – als Joseph – 2 afl.

- Biblioteca Nacional de España: XX1743145
- Bibliothèque nationale de France: cb14220511h (data)
- International Standard Name Identifier: 0000 0000 4139 2064
- Library of Congress Control Number: n83217431
- Nationale Bibliotheek van Israël: 987007447844505171
- Système universitaire de documentation: 150364741
- Virtual International Authority File: 51287788
- WorldCat: E39PBJfxdkBBjjWgdr4tbhyyBP